# Recodier
Le Recodier est un ruisseau du département Gard en région Occitanie et un affluent gauche du Rieutord, donc un sous-affluent du fleuve l'Hérault. 

## Géographie
Le Recodier traverse deux communes, Saint-Roman-de-Codières et Sumène, avant de se jeter dans le Rieutord, en rive gauche, à Sumène. Il mesure 6,3 kilomètres de long.

### Sans affluent
Le Recodier n'a pas d'affluent référencé.
Son rang de Strahler est donc de un.

## Hydronymie
Le nom du ruisseau est attesté sous la forme latinisée Riucoderius en 1323.